# Tamburello a 3
Il tamburello a 3 o tamburello indoor è una specialità di tamburello.

## Storia
La pratica di questa disciplina iniziò in Italia nel 1934 e prima o durante le gare numerose erano le scommesse negli sferisteri dove celebri tamburellisti disputavano tornei. Nel 1987 al sistema dei tornei s'è sostituito un campionato italiano per tamburellisti e tamburelliste.
I campionati sono divisi in serie A - a carattere nazionale, B, C, e talvolta localmente D. Ci sono poi le categorie giovanili.
Il tamburello indoor è facilmente giocabile nelle palestre, anche a livello scolastico. Non servono grandi attrezzature per lo svolgimento di una partita, basta il campo, tamburelli, e nelle competizioni ufficiali una barra alta 5 cm posta nella linea di metà campo per facilitare l'arbitro a decretare fallo di linea.
Il gioco è dinamico e spettacolare.
In Italia le squadre più forti attualmente a livello maschile si trovano a Ragusa e Noarna (Tn), mentre le femminili sono di Sabbionara di Avio (Tn) e Santa Giusta (Or).
Attualmente si svolgono periodicamente campionati europei per squadre nazionali e squadre di società o club. fra le varie nazionalità le federazioni più attive sono quelle di Francia, Italia, Catalogna, Ungheria, Germania, Spagna.
All'estero, forse ad eccezione della Francia, il tamburello indoor è assai più praticato della specialità open giocata negli sferisteri.
Nei giorni 6-7-8 dicembre 2013 vengono svolti i primi campionati del mondo maschili e femminili nei palazzetti dello sport di Castel Goffredo, Casalmoro, Guidizzolo e Asola.

## Regolamento
Il campo di gioco, solitamente al coperto, è lungo 34 m. e largo 16 m.; la palla è in gomma con diametro 6,7 cm. e pesa 40 g. ma minime differenze sono tollerate. Ogni squadra dispone di 8 giocatori dei quali 3 contemporaneamente in campo; una squadra per vincere deve totalizzare 13 giochi: un gioco è vinto quando si realizzano 4 giocate o azioni vincenti. Se le squadre sono sul 12-12 la partita finisce in parità ma in caso di finali o sfide a eliminazione diretta si disputano ulteriori giochi di spareggio: il numero di tali giochi varia in relazione alle categorie agonistiche.

### Video
- Azioni di gioco, su gardanetwork.tv. URL consultato il 15 marzo 2008 (archiviato dall'url originale il 27 gennaio 2008).